# Colpoma sinensis
Colpoma sinensis är en svampart som beskrevs av C.L. Hou & M. Piepenbr. 2005. Colpoma sinensis ingår i släktet Colpoma,  och familjen Rhytismataceae.   Inga underarter finns listade.